# Pseudocephalus mirus
Pseudocephalus mirus là một loài bọ cánh cứng trong họ Cerambycidae.